# Confiscació del Regne de Mallorca
Es coneix com la Confiscació del Regne de Mallorca l'operació bèl·lica per la qual el rei de Catalunya i Aragó, Pere el Gran, s'annexionà l'any 1285 el Regne de Mallorca en el context de la Croada contra la Corona d'Aragó.

## Desenvolupament dels fets
El papa Martí IV, que havia succeït Climent IV, va declarar al rei Pere el Gran privat dels seus regnes i donà la investidura del Regne de Sicília a Carles I d'Anjou.
Els francesos ocuparen la Vall d'Aran, però no pogueren seguir avançant en territori català. L'any següent ho provaren amb les tropes que tenien al regne de Navarra. En el contraatac catalanoaragonès de l'any 1284, assetjaren Tudela. El 1285 els francesos entraren pel territori rossellonès de Jaume II de Mallorca amb un exèrcit de 100.000 infants, 16.000 cavallers i 17.000 ballesters comandat pel mateix rei de França, Felip l'Ardit, i acamparen a Elna i Perpinyà, creuant pel Coll de la Maçana el juny. Els catalans, van aplicar la terra cremada, i els francesos entraren a Castelló d'Empúries, Girona, Figueres, Roses, Sant Feliu de Guíxols i Blanes, i Peralada fou destruïda sense aconseguir rendir-la.
L'estol català, provinent de Sicília comandat per Roger de Llúria havia derrotat la flota francesa a la batalla naval de les Formigues, i recuperà el territori del nord. En aquell moment la disenteria s'estengué entre els francesos, que, envoltats, sense proveïments i malalts, hagueren de retirar-se, però es trobaren la retirada tallada al coll de Panissars (l'actual Pertús) i al de la Maçana. Els exèrcits catalans accediren a no atacar-los, i els van deixar passar per Agullana. Una part de l'exèrcit francès volgué igualment creuar pel coll de Panissars, a la Jonquera.
L'exèrcit català es va avançar a la retirada francesa i esperà l'exèrcit francès a la Jonquera. Els catalans van atacar la rereguarda de les tropes franceses que es batien en retirada, delmades per les malalties. Per l'avantguarda, Ramon de Montcada i els seus almogàvers van massacrar als fugitius, mentre es respectava l'angoixat rei francès i els membres de la seva família, entre els quals hi havia Carles I de Valois, en la línia successòria de la Corona d'Aragó per la seva mare, Elisabet d'Aragó, germana de Pere el Gran. Quan va acabar el primer atac, la columna francesa va ser de nou atacada per les tropes de Roger de Llúria, que havien desembarcat després de la seva victòria naval davant les costes de l'Empordà, a la batalla naval de les Formigues. Els francesos rendiren totes les viles que encara tenien a l'Empordà i Girona, però controlant el Rosselló.
El mateix 1285 Pere el Gran envià una flota que va sortir de Salou contra el seu germà Jaume II de Mallorca com a càstig pel seu suport a la croada, i li confiscà el regne, però no pogué veure els resultats de l'expedició atès que es morí pocs dies després a Vilafranca del Penedès.
El 19 de novembre, la ciutat de Mallorca es va rendir a Alfons el Franc, mentre que uns dies més tard, el 24 de novembre, Ponç Saguàrdia, el lloctinent del rei Jaume II de Mallorca va rendir la ciutat al rei Alfons i els síndics dels pobles de Mallorca juraren homenatge al rei.
El 25 de novembre de 1285 Alfons va instar a la rendició l'alcaid del castell d'Alaró, Ramon Ballester, però finalment el 30 de desembre es va produir l'assalt al castell d'Alaró on la guarnició formada pel mateix Ramon Ballester, Guillem Capello "Cabrit", Guillem Bassa, Arnau Ramon, Lleonard Marsello i Albert Perpinyà, va morir cremada.